# 痛風鍋
痛風鍋（つうふうなべ）は鍋料理の1つ。魚介類を用いた海鮮鍋の一種であるが、牡蠣、白子、あん胆を多く使った鍋料理である。これらの食材は痛風の原因と言われるプリン体を多く含むため、「痛風になりやすい鍋」「痛風になる鍋」というところから痛風鍋と呼ばれる。ただし、この料理が原因で痛風になったという事例は確認されていない。
宮城県仙台市の「地酒と宮城のうまいもん処 斎太郎」で、常連客のリクエストに応えるかたちで2016年3月に試作したものが発祥と言われる。店の公式Twitterに鍋の写真を投稿したところ、1万リツイートされるなどSNSで話題となった。その後、都内など他の店でも痛風鍋を提供する店も増えている。斎太郎で提供される痛風鍋には1日の摂取許容量の3倍以上のプリン体が含まれている。
大食いタレントのもえのあずきは2017年にあん肝を100切れ追加した痛風鍋の写真を自身のTwitterアカウントに投稿し、話題となった。
DDホールディングスによる「2019-2020年冬向けトレンド鍋」に痛風鍋が選ばれている。